# Liste der Monuments historiques in Laines-aux-Bois
Die Liste der Monuments historiques in Laines-aux-Bois führt die Monuments historiques in der französischen Gemeinde Laines-aux-Bois auf.

## Liste der Immobilien
| Bezeichnung               | Beschreibung                                                                                | Standort          | Kennzeichnung | Schutzstatus | Datum | Bild           |
| ------------------------- | ------------------------------------------------------------------------------------------- | ----------------- | ------------- | ------------ | ----- | -------------- |
| Kirche St-Pierre-ès-Liens | Südportal des 1910 nach einem Hochwasser abgebrochenen Schiffs, Anfang des 16. Jahrhunderts | Grande-Rue (Lage) | PA00078128    | Classé       | 1955  | weitere Bilder |

## Liste der Objekte
| Bezeichnung                                            | Beschreibung                                                                   | Standort                                | Kennzeichnung | Schutzstatus | Datum | Bild |
| ------------------------------------------------------ | ------------------------------------------------------------------------------ | --------------------------------------- | ------------- | ------------ | ----- | ---- |
| Skulptur Heiliger Vinzenz                              | Kalkstein, farbig gefasst, 16. Jahrhundert                                     | in der Kirche St-Pierre-ès-Liens (Lage) | PM10000973    | Classé       | 1980  |      |
| Skulptur Unterweisung Mariens                          | Eichenholz, farbig gefasst, 16. Jahrhundert                                    | in der Kirche St-Pierre-ès-Liens (Lage) | PM10000968    | Classé       | 1910  |      |
| Zwei Skulpturen: Heiliger Rochus und heiliger Antonius | Stein, farbig gefasst, 16. Jahrhundert; in der Kathedrale von Troyes deponiert | in der Kirche St-Pierre-ès-Liens (Lage) | PM10000971    | Classé       | 1910  |      |
| Pietà                                                  | Kalkstein, ehemals farbig gefasst, 16. Jahrhundert                             | in der Kirche St-Pierre-ès-Liens (Lage) | PM10000969    | Classé       | 1910  |      |
| Kruzifix                                               | Eichenholz, farbig gefasst, 17. Jahrhundert                                    | in der Kirche St-Pierre-ès-Liens (Lage) | PM10000972    | Classé       | 1980  |      |
| Kirchenfenster Wurzel Jesse                            | aus dem 16. Jahrhundert; in der Cité du vitrail in Troyes deponiert            | in der Kirche St-Pierre-ès-Liens (Lage) | PM10000966    | Classé       | 1894  |      |
| Skulptur eines heiligen Bischofs                       | Eichenholz, farbig gefasst, 17. Jahrhundert                                    | in der Kirche St-Pierre-ès-Liens (Lage) | PM10003577    | Inscrit      | 1980  |      |
| Skulptur Heilige Margaretha                            | Eichenholz, ehemals farbig gefasst, 15. Jahrhundert                            | in der Kirche St-Pierre-ès-Liens (Lage) | PM10000967    | Classé       | 1910  |      |
| Zwei Skulpturen: Madonna und Johannes Evangelist       | aus einer Kreuzigungsgruppe; Eichenholz, 17. Jahrhundert                       | in der Kirche St-Pierre-ès-Liens (Lage) | PM10000970    | Classé       | 1910  |      |
| Skulptur Heiliger Nikolaus                             | Eichenholz, farbig gefasst, 17. Jahrhundert                                    | in der Kirche St-Pierre-ès-Liens (Lage) | PM10000974    | Classé       | 1980  |      |
| Skulptur Heilige Katharina                             | Eichenholz, übertüncht, 16. Jahrhundert                                        | in der Kirche St-Pierre-ès-Liens (Lage) | PM10003151    | Classé       | 1910  |      |